# Nino Vaccarella
 Nino Vaccarella  va ser un pilot de curses automobilístiques italià que va arribar a disputar curses de Fórmula 1.
Nino Vaccarella va néixer el 4 de març del 1933 a Palerm, Sicília, Itàlia.
Fora de la F1 va guanyar les 24 hores de Le Mans de l'any 1965.

## A la F1
Va debutar a la sisena cursa de la temporada 1961 (la dotzena temporada de la història) del campionat del món de la Fórmula 1, disputant el 10 de setembre del 1961 el GP d'Itàlia al circuit de Monza.
Nino Vaccarella va participar en un total de cinc proves puntuables pel campionat de la F1,disputades en tres temporades diferents no consecutives (1961, 1962 i 1965) aconseguint com a millor classificació un novè lloc i no assolí cap punt pel campionat del món de pilots.

## Resultats a la Fórmula 1
| Any  | Equip                             | Xassís    | Motor      | 1   | 2       | 3   | 4   | 5   | 6      | 7       | 8      | 9   | 10  | Posició | Punts |
| ---- | --------------------------------- | --------- | ---------- | --- | ------- | --- | --- | --- | ------ | ------- | ------ | --- | --- | ------- | ----- |
| 1961 | Scuderia Serenissima              | de Tomaso | Alfa Romeo | MON | HOL     | BEL | FRA | GBR | ALE    | ITA Ret | USA    |     |     | -       | 0     |
| 1962 | Scuderia SSS Republica di Venezia | Lotus     | Climax     | HOL | MON NVQ | BEL | FRA | GBR |        |         |        |     |     | -       | 0     |
| 1962 | Scuderia SSS Republica di Venezia | Porsche   | Porsche    |     |         |     |     |     | ALE 15 |         |        |     |     | -       | 0     |
| 1962 | Scuderia SSS Republica di Venezia | Lotus     | Climax     |     |         |     |     |     |        | ITA 9   | USA    | SUD |     | -       | 0     |
| 1965 | Scuderia Ferrari SpA SEFAC        | Ferrari   | Ferrari    | SUD | MON     | BEL | FRA | GBR | HOL    | ALE     | ITA 12 | USA | MEX | -       | 0     |

### Resum
| Curses: | Victòries: | Pòdiums: | Poles: | Voltes ràpides: | Punts: |
| ------- | ---------- | -------- | ------ | --------------- | ------ |
| 5       | 0          | 0        | 0      | 0               | 0      |